# Badminton-Weltmeisterschaft für Behinderte 2011
Die VIII. Badminton-Weltmeisterschaft für Behinderte, offiziell BWF Para-Badminton World Championships 2011, fand vom 22. bis 26. November 2011 in Guatemala-Stadt statt. 

## Wettbewerbe
| Disziplin    | Klasse | Gold                                | Silber                               | Bronze                              | Bronze                                 |
| ------------ | ------ | ----------------------------------- | ------------------------------------ | ----------------------------------- | -------------------------------------- |
| Herreneinzel | STD7   | Niall McVeigh                       | Alexander Mekhdiev                   | Krysten Coombs                      | -                                      |
| Herreneinzel | STL2   | Lang Yean Loi                       | Alan Oliver                          | Huang Hsing-chin                    | Juan Antonio Ramírez                   |
| Herreneinzel | STL2a  | Kim Chang-man                       | Simón Cruz Mondejar                  | Pedro Pablo de Vinatea              | Daisuke Fujihara                       |
| Herreneinzel | STL3   | Hairul Fozi                         | Lin Cheng-che                        | Michael Sydney                      | Raúl Anguiano Araujo                   |
| Herreneinzel | STL3a  | Steven Moodie                       | Rod Rantall                          | Bobby Griffin                       | -                                      |
| Herreneinzel | STU4   | Gen Shogaki                         | Kohei Obara                          | Mikhail Chiviksin                   | Cho Leung Chan                         |
| Herreneinzel | STU5   | Cheah Liek Hou                      | İlker Tuzcu                          | Eyal Bachar                         | Lee Meng-yuan                          |
| Herreneinzel | WH1/2  | Lee Sam-seop                        | Thomas Wandschneider                 | David Toupé                         | Avni Kertmen                           |
| Herreneinzel | WH3    | Sim Jae-you                         | Madzlan Saibon                       | Marcel Smouter                      | Amir Levi                              |
| Dameneinzel  | STU4   | Akiko Sugino                        | Yūko Yamaguchi                       | Aki Takahashi                       | Heo Sun-hee                            |
| Dameneinzel  | WH1/2  | Son Ok-cha                          | Karin Suter-Erath                    | Sonja Häsler                        | Sofia Balsalobre                       |
| Dameneinzel  | WH3    | Ilse van de Burgwal                 | Kim Yun-sim                          | Emine Seçkin                        | -                                      |
| Herrendoppel | STL2   | Kim Chang-man / Lang Yean Loi       | Chang Yu-yung / Huang Hsing-chin     | Daisuke Fujihara / Yusuke Yamaguchi | Oleg Dontsov / Chiu Pong Tsang         |
| Herrendoppel | STL3   | Hairul Fozi / Michael Sydney        | Lin Cheng-che / Lin Yung-chang       | Bobby Griffin / Steven Moodie       | Raúl Anguiano Araujo / Jan-Niklas Pott |
| Herrendoppel | STU5   | Cheah Liek Hou / Suhaili Laiman     | Kohei Obara / Gen Shogaki            | Tunahan Eser / İlker Tuzcu          | Eyal Bachar / Antony Forster           |
| Herrendoppel | WH1/2  | Avni Kertmen / Thomas Wandschneider | Osamu Nagashima / Seiji Yamami       | Pavel Popov / Yury Stepanov         | Alexander Polstjankin / David Toupé    |
| Herrendoppel | WH3    | Lee Sam-seop / Sim Jae-you          | Amir Levi / Makbel Shefanya          | Moshe Bar-Hen / Avraham Oren        | Ho Yuen Chan / Marcel Smouter          |
| Damendoppel  | WH3    | Sonja Häsler / Karin Suter-Erath    | Inge Bakker / Ilse van de Burgwal    | Kim Yun-sim / Son Ok-cha            | Nina Gorodetzky / Emine Seçkin         |
| Mixed        | STL    | Lang Yean Loi / Akiko Sugino        | Cho Leung Chan / Heo Sun-hee         | Daisuke Fujihara / Aki Takahashi    | -                                      |
| Mixed        | WH1/2  | Lee Sam-seop / Son Ok-cha           | David Toupé / Sonja Häsler           | Avni Kertmen / Karin Suter-Erath    | Shimon Schalom / Nina Gorodetzky       |
| Mixed        | WH3    | Sim Jae-you / Kim Yun-sim           | Marcel Smouter / Ilse van de Burgwal | Gobi Ranganathan / Emine Seçkin     | -                                      |